# Excelsior (Drachten)
Het gebouw Excelsior is een voormalige winkel met bakkerij in de Friese plaats Drachten, gebouwd in 1926 in opdracht van de Coöperatieve Productie- en Verbruiksvereniging Excelsior. Het gebouw staat op de lijst van gemeentelijke monumenten in Drachten.

## Beschrijving
Het gebouw op de zuidoostelijke hoek van de Eerste Parallelstraat (sinds 1939 Torenstraat) en de Oosterstraat werd door architect Doeke Meintema uit Leeuwarden ontworpen in de typische interbellumstijl. Het gebouw is een voorbeeld van de rustige noordelijke variant van de Amsterdamse School en heeft een typische uitstraling door de zwaar aangezette kozijnen en sommige details, zoals de vlaggenmasthouder.
Het gebouw omvatte ook de woning voor de filiaalhouder en ruimten voor vergaderingen en andere bijeenkomsten. De Friese coöperatie Excelsior vormde in de jaren dertig van de twintigste eeuw het middelpunt van de Sociaal-Democratische Arbeiderspartij (SDAP) en van de Smallingerlandse Bestuurdersbond. Vrijwel alle politieke- en vakorganisaties hielden hier hun bijeenkomsten, zoals de jaarlijkse 1 mei-viering, arbeiderszangvereniging 'De Dageraad' oefende er wekelijks en het was de uitvalsbasis voor de Arbeiders Jeugd Centrale (AJC). In de oorlogsjaren zaten er landwachters in het gebouw, maar na de bevrijding kreeg het zijn oude functie terug, nu met de Partij van de Arbeid als centrale beweging.
In 1970 werd het gebouw gekocht door Waterleidingbedrijf Friesland (nu Vitens) en sinds 2005 bood Excelsior onder andere onderdak aan een zonnestudio en een praktijk voor fysiotherapie.